# Нефтяная промышленность Казахстана
Нефтяная промышленность Казахстана — одна из важнейших отраслей экономики Казахстана. Первая казахская нефть добыта в ноябре 1899 года на месторождении Карашунгул, в Атырауской области. Добыча нефти в Казахстане в 1992 году составила 25,8 млн тонн, а в 2012 году составила 80 млн тонн.

## История
Казахстан является одной из нефтедобывающих стран мира. Нефть в Казахстане начали добывать ещё в конце XIX века, намного раньше чем в Иране, Кувейте, Мексике, Норвегии, Саудовской Аравии.
Первыми высокую вероятность нахождения в этом регионе промышленных запасов нефти отметили российские военные, путешественники и ученые.
Сведения о нефтеносности казахской земли встречаются, например, в записках А. Бековича-Черкасского, направленного по указу Петра I из Астрахани в Хиву. Эта экспедиция в 1717 году пересекла территорию Атырауской области и собрала общие географические и гидрогеологические данные об этой местности, включая сведения о нефти. Урало-Эмбинский район в течение XVIII и первой половины XIX веков посетили исследователи: И. Лепихин (1771), П. Рычков (1772), П. Паллас (1775), С. Гмелин (1783) и другие. В своих записках они привели гидрографические и топографические сведения, а также краткие геологические данные о полезных ископаемых. Во второй половине XIX века уже началось и геологическое исследование, ученые описали уже известные месторождения и дали характеристику природно-климатическим особенностям района.
Главную сложность они увидели в чрезвычайно трудных природно-климатических условиях, отсутствии путей сообщения, пресной воды, населенных пунктов. Тем не менее это не остановило предприимчивых людей, готовых вложить деньги в прибыльное дело.

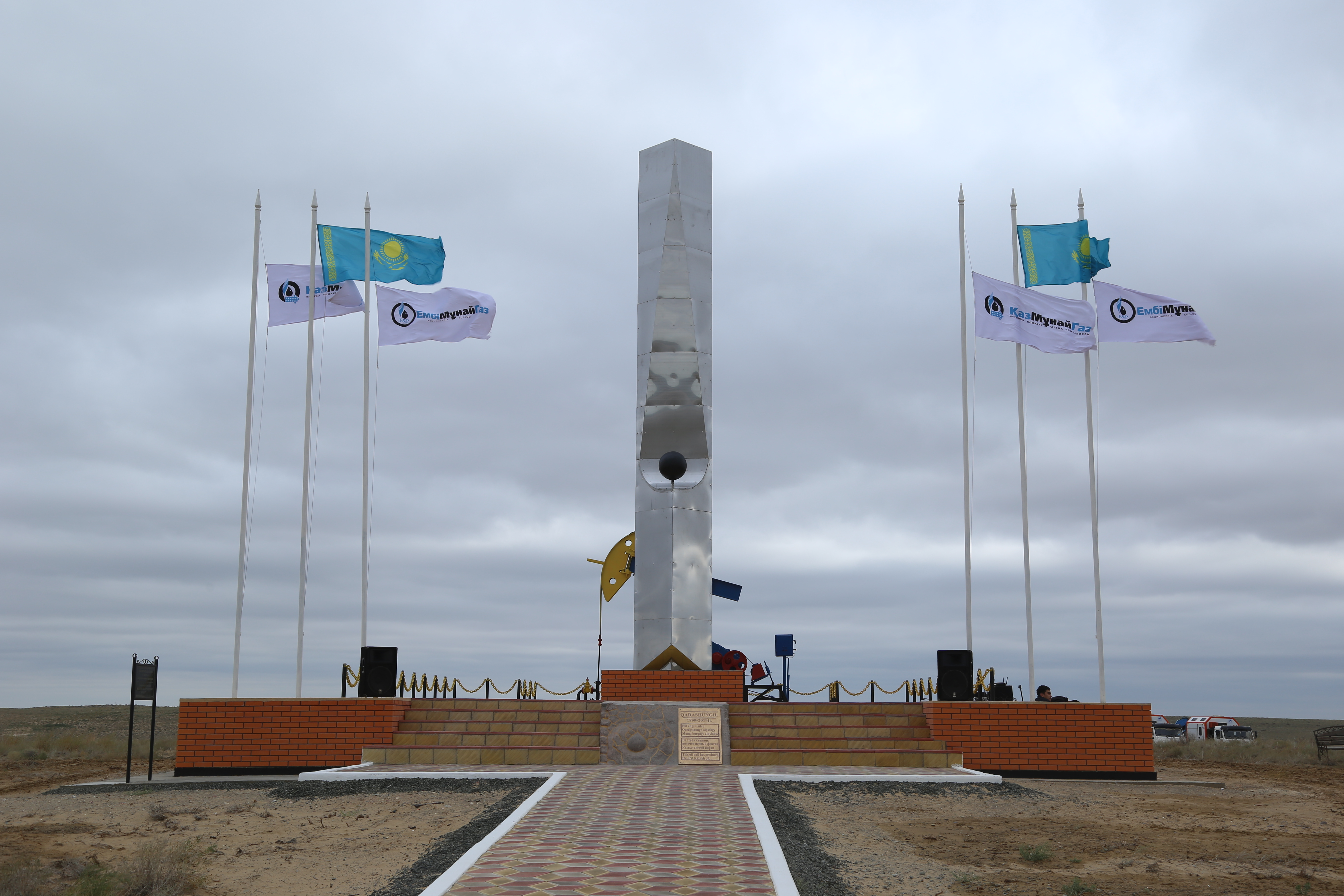
Стела в честь 120-летия добычи казахстанской нефти в урочище Карашунгыл

Начало разработки нефтяных промыслов Эмбы связано с деятельностью мелких российских предпринимателей. Так, адвокат из Соль-Илецка Юрий Лебедев, обративший внимание на выходы нефти близ урочища Карашунгыл, в 1892 г. сделал первую заявку на разведку нефти. Однако, быстро истощив собственные средства, он продал свои заявки отставному гвардии штабскапитану Леману за 26 тысяч рублей, который и основал первую на Эмбе нефтепромысловую контору Леман и Ко (1898—1909 гг.).
Компания получила исключительное право производства изысканий и разведок полезных ископаемых в шести волостях Гурьевского и Калмыковского уездов Уральской области на три года. Концессия охватила громадную территорию в 24 тыс. кв. верст. 13-18 ноября 1899 г. на месторождении Карашунгыл в Южной Эмбе ударил первый газонефтяной фонтан, выбросивший около 25 тысяч тонн легкой нефти. Так началось освоение нефтяных богатств Казахстана. Однако группе Лемана тоже не удалось окупить затраты из-за погони за быстрой и легкой наживой, крайне плохо организованных разведочных работ, бессистемности и разбросанности деятельности. Леман с пессимизмом писал, что «и через 300 лет киргизская степь не будет вторым Баку».
Компания Леман и Ко предложила властям продать концессию иностранному капиталу или создать смешанное общество. В 1907 году Леман начал переговоры с иностранными предпринимателями — сначала с английскими, а затем с немецкошвейцарскими синдикатами. Политику иностранных инвестиций в российскую экономику поддержало правительство. Так, министр финансов, позже председатель Совета министров страны С. Ю. Витте говорил: «Россия нуждается в капиталах так же, как Сахара в воде».
Предложение российского предпринимателя Лемана заинтересовало англичан. Они направили своих инженеров и геологов в Урало-Эмбинский район и, убедившись в его богатых перспективах, купили у Лемана право на нефтяные концессии.
29 апреля 1911 г. из скважины № 3 в урочище Доссор ударил мощный фонтан. Струя нефти поднялась на высоту 20-25 м. Качество её оказалось очень хорошим, содержание керосина превышало 70 процентов. Так было положено начало крупной промышленной добыче на Эмбе.
Вокруг эмбинской нефти поднялся невероятный ажиотаж, для взвинчивания курса акций на мировых биржах распространялись слухи об огромном нефтяном море, непрерывных фонтанах, втором Баку, высоком качестве нефти и её неглубоком залегании. На Лондонской бирже приступили к выпуску новых акций на 5 миллионов фунтов стерлингов (свыше 47 млн руб.), предназначенных для разработки нефтяных богатств России.
В 1910—1913 гг. возникают крупные акционерные нефтяные компании, все при непосредственном участии английского капитала, который стал пионером масштабного промышленного освоения нефтяных богатств Казахстана. Это — Западно-Уральское нефтяное общество с ограниченной ответственностью (1912 г.), Центрально-Урало-Каспийское общество (1912 г.), зарегистрированная в Лондоне в 1914 г. Каспийская нефтяная компания, нефтепромышленное и торговое акционерное общество «Эмба» (1911—1919 гг.). Его основной капитал составлял 6 миллионов рублей, из которых доля англичан — 2,5 млн руб., или 42,5 процента акций, — принадлежала «Товариществу братьев Нобель». Другая часть акций принадлежала немцам и французам.
Всего на промыслах Эмбы в 1913 г. работало около 6 тысяч человек, в Доссоре — 2100 человек. Там построено 10 жилых домов для рабочих, 8 казарм, 3 барака, две кухни, больница, бани, столовые, школа, клуб, пекарни, телефон, электростанция, он стал настоящим нефтяным городком. Все рабочие проходили медицинское освидетельствование, практиковалось коллективное страхование от несчастных случаев, действовали 2-классное училище для детей, церковь, частный кинематограф. Рабочие-мусульмане освобождались от работ в праздники Ураза-Байрам и Курбан-Байрам, на Рождество Христово зажигалась ёлка, на Пасху работали за особую плату, как и в дни своего рождения. Для рабочих и специалистов выписывались газеты и журналы: «Нефтяное дело», «Вестник инженеров», «Поверхность и недра», «Русские ведомости», «Нива», «Современный мир».
В то же время высок был травматизм, плохо поставлена профессиональная подготовка рабочих, оставляло желать лучшего медицинское и торговое обслуживание. Местные казахи выполняли самые тяжелые физические работы, их принимали только носильщиками или чернорабочими, редко масленщиками или тартальщиками.
Старейший нефтяник Казахстана Сафи Утебаев вспоминал: "Нефтяники работали в самых тяжелых условиях. Спали в бараках, один на одном, на самих промыслах работали под непрерывным ливнем нефти, а зарабатывали копейки. Ведь кочевники для англичан были самой дешёвой рабочей силой.
Среди местного населения появляются первые предприниматели, обслуживающие нефтяную промышленность. Среди них, например, торговцы и извозчики Арыстангалиев, Бисембаев, Бекеев, Джаналиев, Сарсембаев, Утегалиев, Ченгерлаев и другие. Казахам приходилось учиться на ходу мелкому бизнесу, перенимая опыт, навыки, практику ведения частного предпринимательства, изучать русский и английский языки. Они заключали договоры с фирмами и занимались поставкой продуктов питания, охраной нефтепромыслов и нефтепроводов, строили дома и казармы, сдавали в аренду жилье.
Сохранившиеся в Центральном госархиве документы повествуют о быте, условиях жизни, трудовых буднях первых нефтяников Казахстана, их заботах и нуждах в глухой степи.
Так, некий приказчик пишет в контору заявление: «Прошу Вас, нельзя ли будет прибавить мне жалованье сколько возможно и сколько я заслуживаю…»
Доктор Розов сообщает в контору АО «ЭмбаКаспий»: «У Якова Дрындина на почве алкоголизма увеличенная и болезненная печень»; «Мелькумов лишился рассудка, лишен должности и отправлен под конвоем в Гурьев». Затем «душевнобольной техник Мелькумов бежал из-под надзора, за его поимку околоточному надзирателю Кузнецову уплачено 10 рублей…». Он же пишет, что в казармах необходимо произвести «дезинфекцию серой для истребления насекомых, чтобы не разводить какой-либо эпидемии…» и т. д.
А вот выдержки из отчетов и переписки месторождений:
— «рабочих — 50 человек, верблюдов — 5 штук, всего 55…»
— «списано убытков за украденную нефть — 2425 рублей…»; (уже тогда её тайком воровали, правда, неизвестно для чего);
— «почему вместо 6 столовых ложек прислали на промысел 12 чайных ложек?..»;
— «просим выслать тулуп и чапан для кучера и караульщика…»;
— «чтобы в степи автомобили ехали по правой стороне, а обгоняли с левой стороны. Если дорога узкая, одному стоять и пропускать другого…» (это-то в бескрайних степных просторах, где было всего три автомобиля марки «Форд»…);
— «на промысле раздельные клозеты: деревянный — для специалистов ценой 143 рубля, саманный — для рабочих ценой 90 рублей…».
Самым крупным нефтедобывающим предприятием было «Урало-Каспийское нефтяное общество». В 1914 г. им было добыто 9,5 млн пудов нефти, акционерным обществом «Эмба» — 6,5 млн пудов, «ЭмбаКаспийским нефтепромышленным обществом» — 382,5 тыс. пудов. Наивысшая годовая добыча нефти в районе составила 272,8 тыс. тонн в 1914 году (в 1911 г. было добыто всего 15,7 тыс. тонн).
В экономической жизни России 1910—1913 годы характеризовались значительным промышленным подъёмом, прирост промышленной продукции составил более 50 процентов. Большой скачок совершила и нефтяная промышленность. В 1913 году в мировом производстве нефти первое место занимали США, Россия — второе место. Урало-Эмбинский район занимал в России третье место после Баку и Грозного и давал 3 процента всей добычи нефти в 1914 году.
Таким образом, в начале XX века Урало-Эмбинский район играл заметную роль в российской нефтяной промышленности. Здесь действовало 11 российских и иностранных нефтяных компаний с основным капиталом около 60 миллионов рублей. Из них свыше двух третей приходилось на долю иностранного капитала, и лишь одну треть представлял российский капитал, в той или иной форме связанный с иностранным.
Среди иностранных капиталов доминирующее положение занимал английский, на его долю приходилось 12 миллионов рублей. Общая же сумма английского капитала, размещенного в нефтяной промышленности России, составляла 218 млн руб. Из существовавших в то время в мире 16 нефтяных синдикатов 10 были непосредственно вовлечены в нефтяную промышленность России, в том числе и Казахстана.

## Нефтяные компании Казахстана

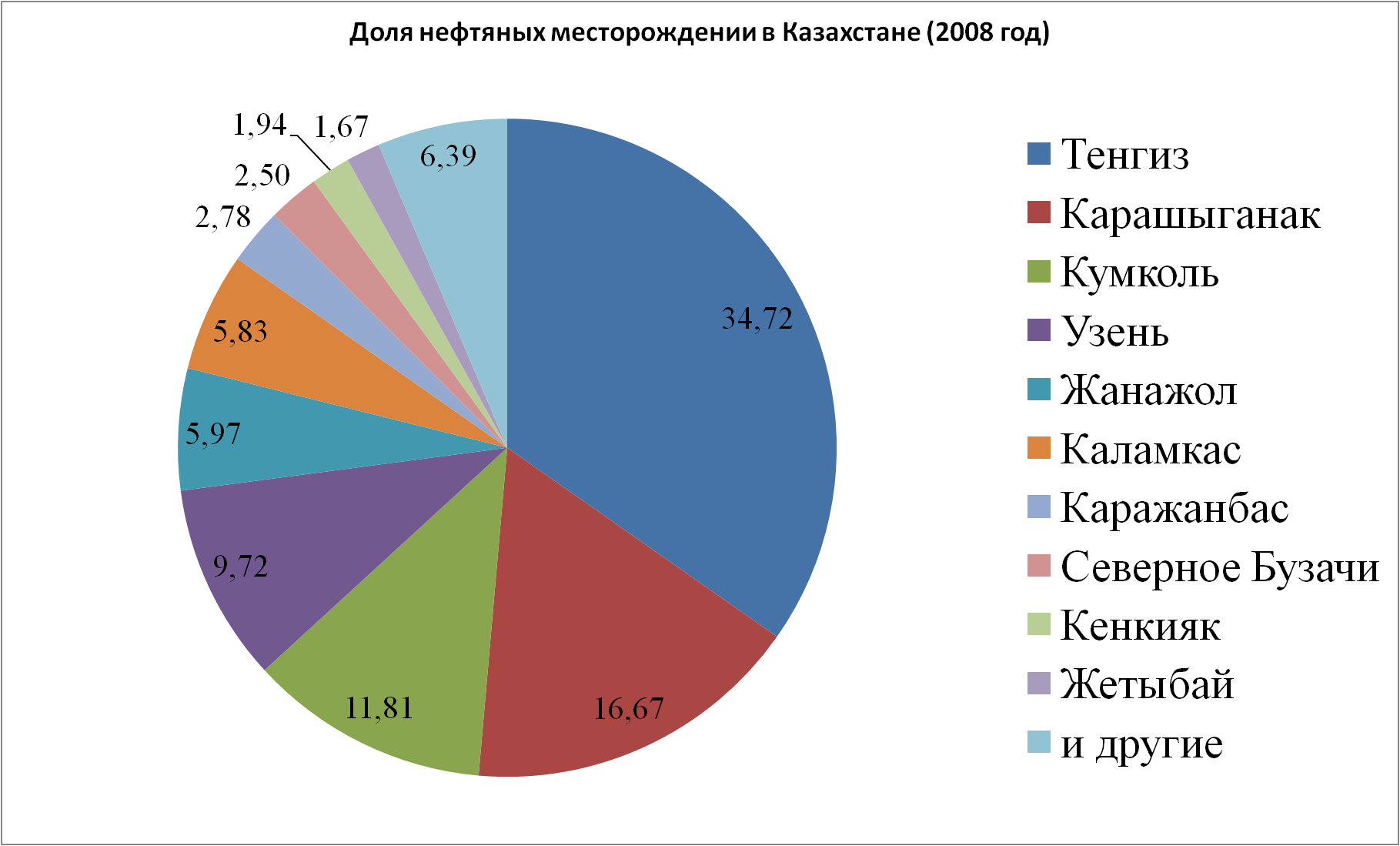
Доля нефтяных месторождений на Казахстанском рынке

Нефтяные компании на территории Казахстана многочисленны — от крупных транснациональных корпораций до мелких частных компаний. Наиболее крупными являются Тенгизшевройл, Карачаганак Петролиум Оперейтинг, НК Казмунайгаз, Мангистаумунайгаз, CNPC-Актюбемунайгаз и другие.
Добыча нефти 2008 году в Казахстане составила 70 млн тонн. Из них Тенгизе — 17,3 млн, Карашыганаке — 11 млн, Узене — 6,5 млн, Жанажоле — 6,3 млн, Кумколе — 5,8 млн, Каламкасе — 4,2 млн, Каражанбасе — 2 млн, Кенкияк-надсолевой — 2 млн, Северное Бузачи — 1,8 млн, Жетыбае — 1,2 млн, Каракудуке — 1,2 млн, Алибекмоле — 0,4 млн, Кожасае — 0,3 млн, Асаре — 0,2 млн, Тасбулате — 0,1 млн и другие.

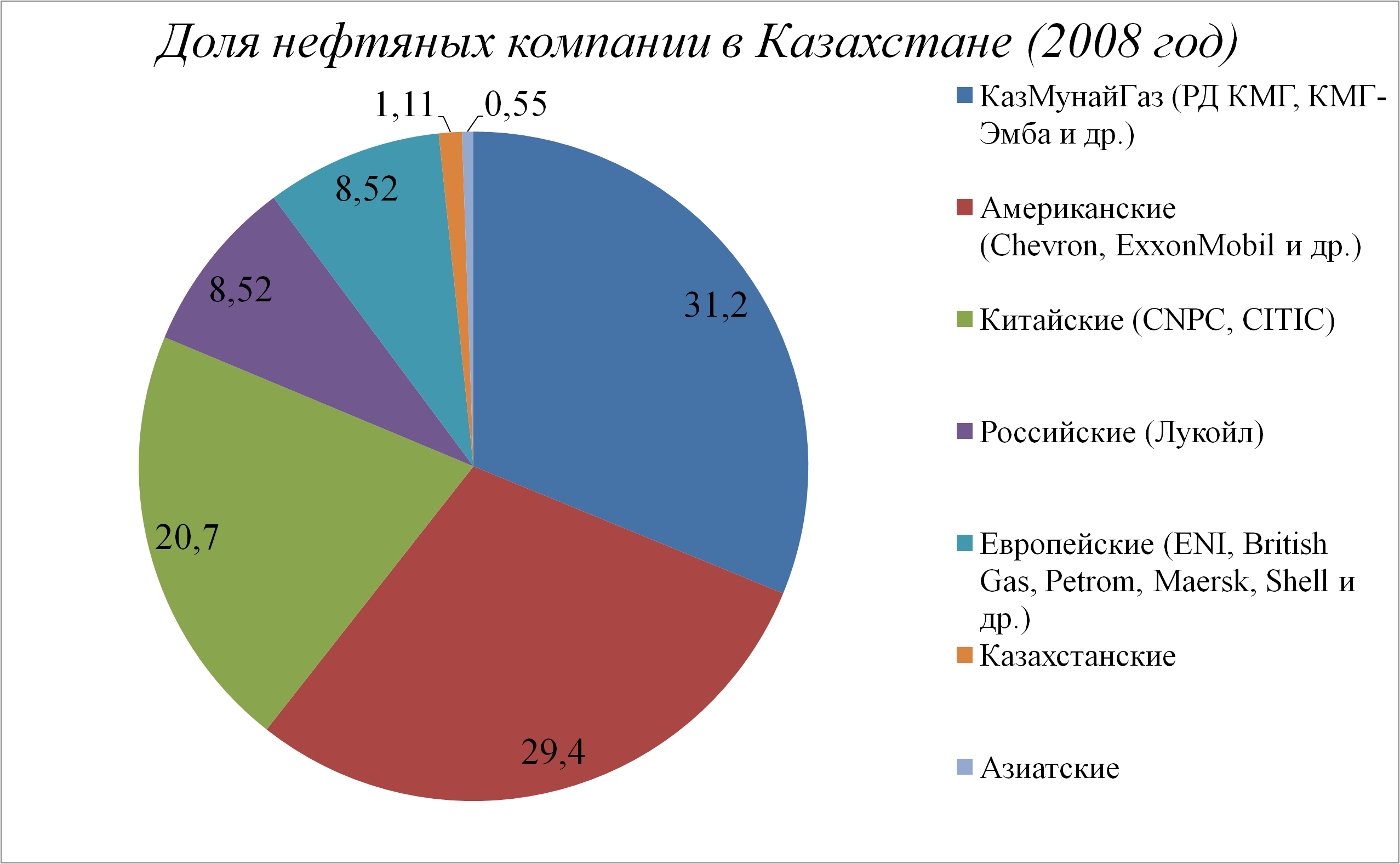
Доля нефтяных компаний на Казахстанском рынке

Казмунайгаз — национальная нефтегазовая компания Казахстана по добыче, разведке, переработке и транспортировке нефти. В активе Казмунайгаза находится Разведка Добыча «КазМунайГаз», Казахойл-Актюбе (67 %), Мангистаумунайгаз (50 %), Тенгизшевройл (20 %), КазМунайТениз (20 %), Кашаган (16,81 %), PetroKazakhstan (33 %) и другие.
Общая добыча нефти Казмунайгаза в Казахстане 2008 году составляет 18,7 млн тонн.
Казахстанские нефтяные компании это «Каспиан Тристар» (Мёртвый Култук — 50 %), Aday Petroleum (Адай), Жалгизтюбемунай (Жалгизтюбе), Aral Petroleum (Арыс), Толкыннефтегаз (Толкын), Казполмунай (Боранкол), ХазарМунай (Северное Придорожное), АНАКО (Кырыкмылтык — 81 %), Емиройл (Емир), АЙ-ДАН МУНАЙ (Блиновское), НК Кольжан (Тузколь, Северо-Западный Кызылкия), Галаз и К (Северо-Западный Коныс), Актау ТРАНЗИТ (Жангурши, Тюбеджик), Казнефтехим-Копа (Таган Южный) и другие.
Российские нефтяные компании в Казахстане это Лукойл и Роснефть. У Лукойла в Тенгизе (2,5 %), Карашыганаке (15 %), Северное Бузачи (25 %), Каракудук (62,5 %), Арман (50 %), Кумколь Северный (33 %), Кожасай (33 %), Алибекмола (50 %), Тюб-Караган (50 %), Аташский (50 %) и Жамбай Южный (12,5 %). У Роснефти Курмангазы (50 %).
Общая добыча нефти всех российских нефтяных компании в Казахстане 2008 году составляет 4,166 млн тонн.
Американские и европейские компании в Казахстане это Chevron (Тенгиз — 50 %, Кашаган — 16,81 %, Карашыганак — 20 %), Eni (Карашыганак — 25 %, Кашаган — 16,81 %), Total (Кашаган — 16,81 %), ExxonMobil (Тенгиз — 25 %, Кашаган — 16,81 %), Royal Dutch Shell (Кашаган — 16,81 %, Арман — 50 %), British Gas (Карашыганак — 20 %), Repsol YPF (Жамбай Южный — 25 %), Petrom (Тасбулат, Актас, Туркменой), Maersk Oil — Дунга, Jupiter Energy (Восточный Аккар), ТОО «Кор-Таж» (Северо-Западный Жетыбай), Lancaster Petroleum (Кумсай, Кокжиде).
Доля американских и европейских нефтяных компании в нефтяном рынке Казахстана 2008 году составляет 42 %.
Китайские компании пришли на казахстанский рынок 1997 году когда CNPC купила Актюбемунайгаз (Жанажол, Кенкияк). 2001 году CNPC купила 50 % Buzachi Operating Ltd (Северное Бузачи). 2006 году CNPC купила PetroKazakhstan, а китайская группа CITIC купила 50 % Каражанбасмунай (Каражанбас). 2009 году CNPC купила 50 % Мангистаумунайгаз. В 2013 году CNPC купила долю ConoccoPhillips (16.8 %) в Кашагане у Казмунайгаза.
Общая добыча нефти всех китайских нефтяных компании в Казахстане 2008 году составляет 17,2 млн тонн.
Азиатские компании в Казахстане это Inpex (Кашаган — 7,56 %), Mittal Investments (Каракудук — 37,5 %, Северное Бузачи — 25 %, Жамбай Южный — 12,5 %), JNNK (Куланды — 50 %), ONGC Videsh Ltd (Сатпаев — 25 %), Казахтуркмунай (Сазтюбе, Елемес — 49 %).

## Добыча нефти
Общая 17-летняя добыча нефти независимого Казахстана составила 696,4 млн тонн. Добыча нефти в 2010 году должна составить 100 млн тонн (из них 25-30 % в месторождение Тенгиз), а 2015 году 150 млн тонн (из них 50 % в месторождение Кашаган).
На конец 2012 года Британская BP оценила запасы нефти в Казахстане на уровне 30 млрд баррелей или 3,9 млрд тонн, что составляет 1,8 % мировых запасов.

Нефтедобыча в Казахстане в 2016 году составит 77 миллионов тонн, сообщил в пятницу министр энергетики страны Владимир Школьник, передает ИА Новости-Казахстан.
«Мы при плане добычи нефти в этом (2015) году 79 миллионов тонн добыли 79 миллионов 460 тысяч тонн, наши нефтяники постарались и немного перевыполнили план. Мы планируем на 2016 год с учётом того, что растет обводненность месторождений, они, естественно, истощаются, добыть 77 миллионов тонн в этом году», — сказал Школьник на пресс-конференции. 
По его словам, предпринимаются меры, чтобы «максимально выполнить эту цифру и её увеличить».
«Мы в этом году запустим — пальцы держу крестом — кашаганский проект, и он начнет со следующего года давать свой вклад в общий план добычи», — продолжил министр.
По его расчетам, кашаганский проект сначала выйдет на объём добычи в 7 миллионов тонн, через год — на 11 миллионов тонн, и дальше — на 13 миллионов тонн. 
«Поэтому небольшой провал в этом году по добыче нефти мы ожидаем, мы планируем его и готовимся к этому, со следующего года начинаем ликвидировать этот провал, добыча после этого будет расти», — заключил Школьник.
Добыча на Кашагане была остановлена в сентябре 2013 года, через две недели после начала, из-за утечки газа. Почти сразу после возобновления добычи в октябре 2013 года была обнаружена другая утечка. Анализ, который проводился в течение нескольких месяцев, выявил наличие многочисленных микротрещин в трубопроводе, появившихся в результате воздействия на металл попутного газа с высоким содержанием серы. Оператор проекта, консорциум North Caspian Operating Co (NCOC), в апреле 2014 года подтвердил необходимость полной замены газопровода и нефтепровода на месторождении, общая протяженность которых составляет около 200 километров.
Геологические запасы Кашагана оцениваются в 4,8 миллиарда тонн нефти. Общие нефтяные запасы составляют 38 миллиардов баррелей, из них извлекаемые — около 10 миллиардов баррелей, запасы природного газа — более 1 триллиона кубометров.

По итогам 2017 года министр национальной экономики Тимур Сулейменов заявил о рекордном объёме добычи нефти за всю историю Казахстана — 86,2 млн тонн:
«Можно всех поздравить и сказать спасибо нашим нефтяникам, 86,2 млн тонн — это рекордный объём добычи нефти за всю историю страны. Он существенно помог, будем откровенными, в достижении 4 % роста ВВП», — отметил министр.
| год   | добыча, млн. тонн | Основные регионы | Основные месторождении                                          |
| ----- | ----------------- | --- | --------------------------------------------------------------- |
| 1992  | 25,8              | Мангистауская область                                                                                                 | Узень, Каламкас, Жетыбай и другие                               |
| 1993  | 23                | Мангистауская область                                                                                                 | Узень, Каламкас, Жетыбай и другие                               |
| 1994  | 20,3              | Мангистауская область                                                                                                 | Узень, Каламкас, Жетыбай и другие                               |
| 1995  | 20,6              | Мангистауская область                                                                                                 | Узень, Каламкас, Жетыбай и другие                               |
| 1996  | 23                | Мангистауская область                                                                                                 | Узень, Каламкас, Жетыбай и другие                               |
| 1997  | 25,8              | Мангистауская область                                                                                                 | Узень, Каламкас, Жетыбай и другие                               |
| 1998  | 25,9              | Мангистауская область                                                                                                 | Узень, Каламкас, Жетыбай и другие                               |
| 1999  | 30,1              | Атырауская область, Мангистауская область                                                                             | Тенгиз, Узень, Каламкас, Жетыбай и другие                       |
| 2000  | 35,3              | Атырауская область, Мангистауская область, Актюбинская область, Кызылординская область, Западно-Казахстанская область | Тенгиз, Карашыганак, Жанажол, Узень, Каламкас, Жетыбай и другие |
| 2001  | 39,9              | Атырауская область, Мангистауская область, Актюбинская область, Кызылординская область, Западно-Казахстанская область | Тенгиз, Карашыганак, Жанажол, Узень, Каламкас, Жетыбай и другие |
| 2002  | 48,2              | Атырауская область, Мангистауская область, Актюбинская область, Кызылординская область, Западно-Казахстанская область | Тенгиз, Карашыганак, Жанажол, Узень, Каламкас, Жетыбай и другие |
| 2003  | 52,4              | Атырауская область, Мангистауская область, Актюбинская область, Кызылординская область, Западно-Казахстанская область | Тенгиз, Карашыганак, Жанажол, Узень, Каламкас, Жетыбай и другие |
| 2004  | 59,5              | Атырауская область, Мангистауская область, Актюбинская область, Кызылординская область, Западно-Казахстанская область | Тенгиз, Карашыганак, Жанажол, Узень, Каламкас, Жетыбай и другие |
| 2005  | 61,5              | Атырауская область, Мангистауская область, Актюбинская область, Кызылординская область, Западно-Казахстанская область | Тенгиз, Карашыганак, Жанажол, Узень, Каламкас, Жетыбай и другие |
| 2006  | 65                | Атырауская область, Мангистауская область, Актюбинская область, Кызылординская область, Западно-Казахстанская область | Тенгиз, Карашыганак, Жанажол, Узень, Каламкас, Жетыбай и другие |
| 2007  | 67,1              | Атырауская область, Мангистауская область, Актюбинская область, Кызылординская область, Западно-Казахстанская область | Тенгиз, Карашыганак, Жанажол, Узень, Каламкас, Жетыбай и другие |
| 2008  | 70                | Атырауская область, Мангистауская область, Актюбинская область, Кызылординская область, Западно-Казахстанская область | Тенгиз, Карашыганак, Жанажол, Узень, Каламкас, Жетыбай и другие |
| Итоги | 688,4             | Атырауская область, Мангистауская область, Актюбинская область, Кызылординская область, Западно-Казахстанская область | Тенгиз, Карашыганак, Жанажол, Узень, Каламкас, Жетыбай и другие |

## Переработка нефти
В настоящее время в Казахстане функционирует три нефтеперерабатывающих завода (Атырауский, Павлодарский, Шымкентский). Суммарная мощность трех основных НПЗ Казахстана по переработке нефти по состоянию на 2019 г. составляет 16,6 млн тонн в год.
| НПЗ              | Контролирующий акционер | Мощности по переработке, млн т. | Объём переработки (2015 год), млн т. | Глубина переработки (2017 год), % | Область              | Год ввода в эксплуатацию |
| ---------------- | ----------------------- | ------------------------------- | ------------------------------------ | --------------------------------- | -------------------- | ------------------------ |
| Атырауский НПЗ   | КазМунайГаз             | 5,5                             | 4,868                                | 85                                | Атырауская область   | 1945                     |
| Павлодарский НХЗ | КазМунайГаз             | 6,0                             | 4,811                                | 72,5                              | Павлодарская область | 1978                     |
| Шымкентский НПЗ  | PetroKazakhstan         | 5,2                             | 4,493                                | 75                                | Шымкент              | 1985                     |

## Перспективы нефтяной отрасли Казахстана
Большие надежды правительство Казахстана связывает с Северо-Каспийским проектом, а именно с Кашаганом. С началом промышленной добычи Кашагана Казахстан войдет в 5-ку крупнейших нефтедобытчиков мира.
Перспективы нефтяной отрасли Казахстана после Кашагана является Курмангазы. В отличие от соседнего месторождения Кашагана, Курмангазы является надсолевым. Это значительно облегчит освоение Курмангазы, поскольку не потребует проходки сквозь солевой слой.
Есть некоторые перспективы и на Среднем Каспии это блок — Н. Блок Н это группа нефтегазовых структур на Среднем Каспии — Нурсултан, Сары-Арка, Акмола, Аль-Фараби, Улытау, Самал, Акбота и Кетик.
Перспективы есть и в Аральском регионе. Это структуры Западный Куланды и Восточный Куланды.

## Запасы нефти и газа
Среди стран бывшего Советского союза, Казахстан обладает крупнейшими месторождениями жидких углеводородов после России. В соответствии с данными Государственной комиссии по запасам полезных ископаемых Республики Казахстан, извлекаемые запасы нефти в стране оцениваются в 4,1 миллиардов тонн (30 миллиардов баррелей), включая месторождения на суше (более 4 миллиардов тонн). Запасы газового конденсата оцениваются в 300 миллионов тонн.
По данным Министерства нефти и газа Республики Казахстан, доказанные запасы нефти и газового конденсата в стране достигают 39,8 миллиардов баррелей (примерно 5,3 миллиардов тонн). При сохранении текущего уровня производства и неизменном объёме запасов добыча нефти и газа в стране может длиться в течение 70 лет.
По данным Oil & Gas Journal, на январь 2014 года Казахстан по запасам нефти занимал 12-е место в мире. Запасы нефти в Казахстане находились на уровне 30 миллиардов баррелей, или 4,1 миллиардов тонн, что составляет 1,8 % мировых запасов.
По данным Министерства нефти и газа Республики Казахстан, запасы углеводородов Казахстана могут удвоиться за счет разведки глубокозалегающих горизонтов Прикаспийской впадины. До сегодняшнего дня проводилась разведка и исследовались только так называемые предбортовые зоны этого бассейна.
В Казахстане насчитывается 15 осадочных бассейнов, пять из которых используются в коммерческих целях (в них сконцентрировано более 65 % извлекаемых запасов нефти страны).
Последующее увеличение ресурсной базы страны может быть осуществлено благодаря освоению шельфовых месторождений. Традиционные нефтедобывающие регионы страны не смогут компенсировать сокращение производства в будущем.

### Текущая ситуация в отрасли
Начиная с 2010 года объём добычи нефти в Казахстане находится на уровне порядка 80 миллионов тонн в год. В 2014 году по сравнению с аналогичным периодом 2013 года суммарная добыча нефти и газового конденсата уменьшилась на величину чуть более 1 процента.
Среди добывающих компаний, тройка лидеров по итогам 2014 года выглядит так же, как и год назад. При этом компании показали разнонаправленную динамику. Если Karachaganak Petroleum Operating и KazMunaiGas увеличили объёмы добычи на 5 % и на 1 %, то безусловный лидер TengizChevroil наоборот снизил свои показатели на величину около 1 %.
Объём переработки нефти в 2014 году составил 14,9 миллионов тонн, что на 9 % выше показателя 2010 года и является максимальным результатом для Казахстана.
Комплексный план развития нефтеперерабатывающего сектора страны предусматривает модернизацию трех существующих заводов, что приведет к увеличению их мощностей до 17,5 млн тонн в год, а также производству высокооктанового бензина и авиатоплива. Переход к стандартам топлива Евро-4 и Евро-5 на НПЗ Казахстана планируется в первой половине 2016 года.
В 2014 году Казахстан не покрывал потребности внутреннего рынка страны в нефтепродуктах. По оценкам правительства Республики Казахстан, по завершении реконструкции заводов республика будет полностью обеспечивать себя. Кроме того, прогнозируется, что Казахстан будет иметь экспортный потенциал по бензину порядка 400 тыс. тонн и по дизельному топливу — более 500 тыс. тонн.
По оценке Министерства Энергетики ситуация профицита может сохранится до 2022—2023 годов. После 2025 года растущий топливный рынок Казахстана будет испытывать значительный дефицит бензина и дизельного топлива.
Объём добычи газа в 2014 году составил 43,2 миллиардов кубических метров, что превышает показатель 2010 года более чем на 31 %.
Первое место среди компаний по добыче газа по-прежнему занимает Karachaganak Petroleum Operating, продемонстрировавший рост более чем на 4 % по сравнению с 2013 годом. Вторую строчку занимает TengizChevroil с объёмом добычи газа равным 14,54 миллиардов кубических метров, что соответствует уровню 2013 года. Замыкает тройку лидеров CNPC-Aktobemunaigas, увеличившая объёмы добычи газа в 2014 году на 8 %.
В предыдущие годы ожидалось, что объём добычи нефти с 2014 года будет увеличиваться за счет месторождения «Кашаган». Добыча нефти на данном месторождении началась 11 сентября 2013 года, однако 24 сентября эксплуатация месторождения была приостановлена после обнаружения утечек газа из наземного трубопровода до установки комплексной подготовки нефти и газа «Болашак». Для ликвидации утечки была произведена замена соответствующих стыков. Добыча была возобновлена, но девятого октября повторно приостановлена после обнаружения новой утечки. После ремонта поврежденного соединения было проведено гидроиспытание трубопровода, в ходе которого выявлены другие места потенциальных утечек.

## Культура
Документальный фильм «Судьбы в капле нефти» (100 летная история становления) в 3-частях. Режиссёр Калила Умаров, youtube Архивная копия от 13 октября 2016 на Wayback Machine